# Објекат 279
Објекат 279 је совјетски експериментални тешки тенк, развијен крајем 1959. Овај тенк је намењен за борбу на прелазном терену неприступачном конвенционалним тенковима делујући као тешки пробојни тенк, а по потреби издржавајући чак и ударни талас нуклеарне експлозије. Планиран је као тенк Врховне команде.

## Дизајн
Тенк је развијен у фабрици Киров у Лењинграду од групе која је предвођена инжењером Тројановим. Радови на тенку су почели 1957. на основу тешких оперативних потреба развијених 1956, а предпродукција тенка завршена је крајем 1959.
Овај јединствени тенк имао је повећану брзину, имао је и четири гусенице које су монтиране на уздужне праве греде које су такође коришћене као резервоар за гориво. Вешање тенка је се састојало од хидро пнеуматика са сложеним хидротрансформатором и тростепеним мењачем. Специфични притисак на тлу тешког возила није прелазио 0.6кг/цм на квадрат. Гусенице су се протезале дуж читаве дужине тенка, и омогућавале су веће могућности на мочварним теренима, меком тлу, површинама пуних исеченим дрвећем и растињем, на противтенковским препрекама и слично.
Тенк је опремљен са моћним дизел мотором од 1000 коњских снага, који је омогућио брзину од 55km/h са активним дометом од 300 км(186 миља) са једним резервоаром. Такође је имао аутоматске противпожарне системе, опрему за дим, систем грејања и хлађења.

## Оклоп
Труп тенка, максималне дебљине оклопа од 269 mm (10,6 in) био је прекривен танким, елиптичним штитом ко ји га штити од експлозије или такозваног експлодирања „аморака”. Предњи део трупа у целости је заобљен у облику танких оклопних плоча које су служиле за одбијање ХЕАТ (златних) граната, које су се протезале око ивица предњег и бочног дела трупа који су такође били изливени и имали су сличне заштитне оклопе. Потпуно ливена купола са максималном дебљином оклопа од 319 мм је заобљена и имала је заштитне плоче против граната. Такозвани "куполин прстен" је такође био јако заштићен. Тенк је био опремљен хемијском, биолошком, радиолошком и нуклеарном заштитом.

## Наоружање
Тенк је био наоружан пушкомитраљезом М-65 димензија 130 mm. Секундарно наоружање је био коаксијални митраљез са 800 метака. Објекат 279 је носио 24 гранате са посебним одвојеним системом пуњења. Пиштољ или цев је била опремљена полуаутоматским системом пуњења брзином од 5 до 7 метака у минуту. Управљачки систем за испаљивање је обухватао оптички даљинометар навођења и ноћни нишан са активним инфрацрвеним светлом. Побољшана варијанта цеви је касније тестирана на експерименталном тенку Објект 785 крајем 1970-их. Посада тешког тенка се састојала од четири човека: команданта, возача, нишанджије, пуниоца.

## Историја
Један од разлога зашто је овај пројекат тенкова напуштен као и други пројекти тешких тенкова је тај што је совјетска војска престала деловати са тешким борбеним возилима тог типа, и сличним, још од 1960. године од тада се тенкови задржавају на око 50 метричких тона тежине, без рачунања у додатној опреми као што су додатни оклоп, уређаји за уклањање мина 22. јула 1960. године на демонстрацији нове технологије у асортиману Цика Иар, Никита Хрушчов је строго забранио да војска прихвати тенкове теже од 37 метричких тона отписујући тако целокупан програм тешких тенкова који су се показали доста успешни.
Додаци овој одлуци је да је и сам Никита Хрушчов био присталица алтернативних вођења ракетних тенкова од којих је најистакнутији био ИТ-1. Совјетска војска је желела тенкове одговарајуће тежине за прелазак сопствених мостова у случају да бране своју земљу или сличних током Другог светског рата, које су се у то време чиниле непоузданим за преласке тешких возила. Други разлог је тај што се током суђења појавио низ озбиљних недостатака опреме за брзину. Ти недостаци су укључивали ниску слабу окретност, губитак ефикасности током прелаза мочварних подручја, сложену и скупу производњу, одржавање и поправку и немогућност смањења укупне висине тенка. Један пример опстаје као нефункционалан приказ у музеју тенкова Кубинка.